# 德吕达斯
德吕达斯（法語：Drudas，法語發音：[dʁydas]）是法国上加龙省的一个市镇，属于图卢兹区。

## 地理
德吕达斯（43°45'15"N, 1°5'58"E）面积11.17 平方千米，位于法国奧克西塔尼大區上加龙省，该省份为法国西南部内陆省份，西南端与西班牙接壤，自此顺时针与上比利牛斯省、热尔省、塔恩-加龙省、塔恩省、奥德省和阿列日省接壤。
与德吕达斯接壤的市镇（或旧市镇、城区）包括：勒比尔戈、拉格罗莱圣尼古拉、洛纳克、佩勒波尔、皮塞居尔。

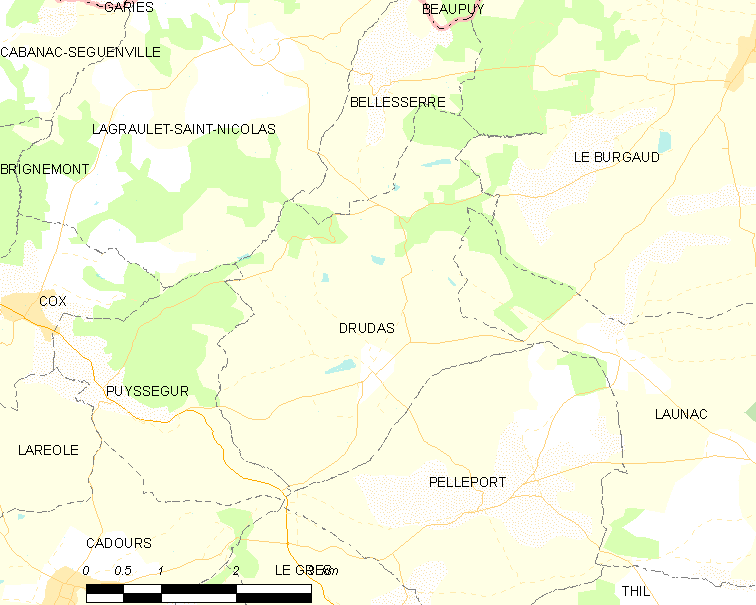
德吕达斯的OSM定位图

德吕达斯的时区为UTC+01:00、UTC+02:00（夏令时）。

## 行政
德吕达斯的邮政编码为31480，INSEE市镇编码为31164。

## 政治
德吕达斯所属的省级选区为莱格万县。

## 人口

1962-2008年间德吕达斯人口变化图示

德吕达斯于2022年1月1日时的人口数量为199人。